# Emploi et Développement social Canada
Emploi et Développement social Canada (en anglais : Employment and Social Development Canada) est un ministère du gouvernement du Canada qui est responsable de l'élaboration et de la mise en œuvre des programmes et services sociaux.

## Historique

### Scission en deux ministères (2003–2006)
Le ministère des Ressources humaines et du Développement des compétences (RHDCC pour Ressources humaines et Développement des compétences Canada) a été créé par décret en conseil le 12 décembre 2003 par scission de l'ancien ministère du Développement des ressources humaines,. L'autre ministère ainsi créé dans le processus étant le ministère du Développement social (DSC). Bien que ces deux nouvelles entités partagent un certain nombre de services et de ressources, RHDCC récupère plus spécifiquement les programmes reliés au développement de la main d'œuvre alors que le ministère du Développement social récupère un certain nombre de programmes sociaux, notamment ceux reliés à la sécurité du revenu.
La scission est entérinée par la promulgation de la Loi sur le ministère des Ressources humaines et du Développement des compétences et de la loi sur le ministère du Développement social en juillet 2005,.

### Retour à un ministère unique (2006–2013)
Lors de son arrivée au pouvoir, le gouvernement conservateur de Stephen Harper annonce qu'il entend recombiner les deux départements. Une série de décrets en conseil entérine l'absorption de Développement social Canada par RHDCC. Le ministère unifié utilise le nom de Ressources humaines et Développement social Canada (RHDSC) du 6 février 2006 jusqu'à la fin 2008.
À partir de 2009 le ministère revient à son appellation précédente (RHDCC).

### Emploi et Développement social Canada (depuis 2013)
La loi de 2005 est amendée par la Loi n°2 sur le plan d'action économique de 2013 et le ministère est renommé Emploi et Développement social Canada (EDSC) à partir du 12 décembre 2013.
Du 4 novembre 2015 au 20 novembre 2019 le ministère de l'Emploi et du développement social est supervisé par 3 ministres :
- Le ministre de l'Emploi, du Développement de la main d'œuvre et du Travail qui récupère les attributions auparavant dévolues au ministre du Travail,
- Le ministre de la Famille, des Enfants et du Développement social qui est chargé des programmes de développement social,
- Le ministre des Sports et des Personnes handicapés qui est chargé des programmes destinés aux personnes handicapées.

Depuis le 20 novembre 2019 la responsabilité des relations de travail est confiée à un ministre séparé. La nouvelle structure est la suivante:
- Le ministre de l’Emploi, du Développement de la main-d’œuvre et de l'Inclusion des personnes handicapées perd les attributions dévolues au ministre du Travail mais récupère celles des personnes handicapées ;
- Le ministre de la Famille, des Enfants et du Développement social est inchangé ;
- Le ministre des Aînés est un nouveau poste ;
- Le ministre du Travail redevient un poste à part entière.

Il n'existe plus de poste ministériel directement dédié aux sports après le remaniement du 20 novembre 2019. Les attributions liées aux sports sont transférées au ministre du Patrimoine canadien.
Le poste de ministre des Sports est recréé en 2021 mais il dépend exclusivement de Patrimoine canadien. À l'automne 2021 la Direction des politiques en matière d’itinérance et ses 100 postes sont transférés à Infrastructure Canada,.
Lors du remaniement de juillet 2023 une nouvelle structure est adoptée :
- Le logement sort du périmètre du ministère (groupé avec les infrastructures et collectivités) ;
- La responsabilité des personnes handicapées est confiée au poste de ministre de la Diversité, de l’Inclusion et des Personnes en situation de handicap ;
- Le ministre de la Famille, des Enfants et du Développement social est à nouveau inchangé ;
- Les postes de ministre des Aînés et ministre du Travail sont groupés ;
- Un nouveau poste de ministre des Services aux citoyens est créé.

## Programmes et agences supervisées
Le ministère de l'Emploi et du Développement social supervise  notamment les agences suivantes :
- Service Canada
- Commission de l’assurance-emploi du Canada (CAEC)
- Conseil national des aînés (CNA)
- Société canadienne d'hypothèques et de logement (SCHL)
- Conseil canadien des relations industrielles (CCRI)

Le ministère administre notamment les programmes suivants :
- Régime de pensions du Canada (RPC)
- Programme canadien de prêts aux étudiants
- Programme des travailleurs agricoles saisonniers